# 銭江路駅 (徐州市)
銭江路駅（せんこうろえき）は、中華人民共和国江蘇省徐州市銅山区銀山路と銭江路の交差点に位置する徐州地下鉄3号線の駅である。

## 歴史
計画時の仮駅名は「銀山駅」であった。
- 2021年6月28日：開業[2]。

## 駅構造
島式ホーム1面2線を有する地下駅。

## 隣の駅
徐州地下鉄
■ 3号線
焦山駅 - 銭江路駅 - 高新区南駅